# Кирилловка (Бурлинський район)
Кири́лловка (рос. Кирилловка) — село у складі Бурлинського району Алтайського краю, Росія. Входить до складу Устьянської сільської ради.

## Населення
Населення — 16 осіб (2010; 40 у 2002).
Національний склад (станом на 2002 рік):
- росіяни — 45 %